# تنبؤات بنهاية ويكيبيديا
قدمت العديد من المقالات والأبحاث والحوارات مجموعة من التنبؤات بنهاية ويكيبيديا، بعد أن حققت ويكيبيديا شهرة واسعة عام 2005 ظهر لأول مرة أحد السيناريوهات بتوقع زوال ويكيبيديا بناءً على افتراضات وادعاءات مختلفة. كان منها على سبيل المثال افتراض البعض بتدهور جودة مقالات ويكيبيديا أنه سيكون سبب لذلك، بينما يقول آخرون بأن السبب سيكون ابتعاد المحررون الجدد وانصرافهم عنها، يقترح آخرون أن الخلافات داخل مجتمع ويكيبيديا ستؤدي إلى انهيار ويكيبيديا كمشروع.
على مدار السنوات الماضية قدمت بعض التنبؤات التي تعد نقدًا لويكيبيديا باعتبارها عيوباً قاتلة، والبعض يتنبأ بأن موقعًا منافسًا سيفعل ما تفعله ويكيبيديا ولكن بدون هذا العيوب القاتلة هذا من شأنه أن يقضي على ويكيبيديا ويخطف منها الأهمية والموارد التي تحصل عليها ويكيبيديا حاليًا.
توجد العديد من الموسوعات على الإنترنت المنافسة لويكيبيديا مثل مشروع نول الذي أسسته شركة جوجل وأغلق فيما بعد، وكذلك ولفرام ألفا، وموقع Owl الذي كان يتبع شركة إيه أو إل وأغلق.
ومع ذلك على عكس هذه التوقعات كانت ويكيبيديا تنمو باستمرار من حيث الحجم والتأثير.

## عوامل

### سلبيات ويكيبيديا
تناول بعض النقاد عيوب عديدة لويكيبيديا مثل انتشار محتوى الخرافات والأخطاء العلمية والمقالات الدعائية والمحتوى الضعيف، ويؤكدون أن عدم وجود محتوى جيد سيؤدي إلى عثور الأشخاص على محتوى أفضل في مكان آخر.
يتم إمداد ويكيبيديا على مر السنوات بملايين من المحررين المتطوعين ويساهم عشرات الآلاف منهم في غالبية المحتوى، ويقوم عدة آلاف بأعمال مراقبة الجودة والصيانة. مع توسع الموسوعة في عام 2010 لم ينمو عدد المحررين النشطين بشكل مطرد بل انخفض في بعض الأحيان، توقعت مصادر مختلفة أن يكون لدى ويكيبيديا في النهاية عدد قليل جدًا من المحررين ليكونوا وظيفيين وينهارون بسبب نقص المشاركة.
يوجد في ويكيبيديا نحو 2000 إداري متطوع في جميع اللغات يؤدون وظائف مختلفة بما في ذلك وظائف أشبه بتلك التي يقوم بها مشرف المنتدى، وصف النقاد تصرفاتهم بأنها قاسية أو بيروقراطية أو متحيزة أو غير عادلة أو متقلبة، وتوقعوا أن الغضب الناتج والمشاكل الناجمة سيؤدي إلى إغلاق الموقع في النهاية. يدرك بعض هؤلاء النقاد واجبات الإداريون ويفترض الكثير من الأشخاص أنهم يحكمون الموقع.
ذكرت مقالات مختلفة في عام 2012 أن التراجع في توظيف إداريون جدد في ويكيبيديا الإنجليزية يمكن أن ينهي ويكيبيديا.
ويقترح آخرون أن الحذف غير المبرر لمقالات مفيدة من ويكيبيديا قد ينذر بنهايتها، أدى ذلك إلى إنشاء ديليشن بيديا وهي موسوعة تحتوي على المقالات المحذوفة من ويكيبيديا والتي تم غلقها عام 2008 وأعيد إطلاقها في عام 2013.

### الانخفاض في أعداد المحررين
ذكر تحليل عام 2014 نُشر في ذي إيكونوميست أن "عدد المحررين للنسخة الإنجليزية قد انخفض بمقدار الثلث في سبع سنوات"،  وصفت مجلة ذي إيكونوميست معدل التناقص للمحررين النشطين في ويكيبيديا الإنجليزية بأنها أعلى بكثير من اللغات الأخرى، وذكرت أنه في اللغات الأخرى ظل عدد "المحررين النشطين" (أولئك الذين لديهم خمسة تعديلات على الأقل شهريًا) ثابتًا نسبيًا منذ عام 2008 أي حوالي 42000 محرر، مع تباينات موسمية ضيقة تبلغ حوالي 2000 محرر بالزيادة أو النقصان.
في ويكيبيديا الإنجليزية بلغ عدد المحررين النشطين ذروته في عام 2007 عند حوالي 50000 محرر، وانخفض إلى 30000 محرر في عام 2014. بهذا الانخفاض الخطي وبهذا المعدل لن يصبح هناك أي محررين نشطين في ويكيبيديا الإنجليزية بحلول عام 2025.
بالنظر إلى أن التحليل المنشور في ذي إيكونوميست قدم عدد المحررين النشطين لويكيبيديا بلغات أخرى (غير ويكيبيديا الإنجليزية) على أنها ثابتة نسبيًا مع بقاء أعدادهم عند 42000 محرر نشط، يشير هذا التباين إلى مدى فعالية ويكيبيديا عند هؤلاء المحررين في اللغات الأخرى وأنها تحافظ على محرريها النشطين على أساس متجدد ومستدام. على الرغم من أن الإصدارات اللغوية المختلفة من ويكيبيديا والتي لها سياسات مختلفة لم يكن هناك تعليق بأن وجود اختلاف معين في السياسات أنه من المحتمل أن يحدث فرقًا في معدل استنزاف المحررين في ويكيبيديا الإنجليزية. وقعد أظهرت الإحصائيات أن عدد المحررين ارتفع ارتفاعًا طفيفًا بعد عام ولم يكن هناك مؤشرات واضحة بعد ذلك.
في مقال نُشر عام 2013 قال توم سيمونيت من إم آي تي تكنولوجي ريفيو أن عدد محرري ويكيبيديا لعدة سنوات كان ينخفض وأن هيكل ويكيبيديا ونظامها والقواعد البيروقراطية لها عامل في هذا، زعم سيمونيت أن بعض الويكيبيديين يستخدمون قواعد وإرشادات غامضة للسيطرة على الآخرين ولديهم مصلحة خاصة في الحفاظ على الوضع الراهن وإبقاء الأمور كما هي عليها،  قال مقال نشر في كانون الثاني (يناير) 2016 في مجلة تايم بقلم كريس ويلسون إن ويكيبيديا قد تفقد العديد من المحررين بسبب زيادة انتشار المحررين غير الدائمين وكذلك البرامج الذكية والذكاء الاصطناعي سيأخذان زمام المبادرة.
يعد أندرو لياه Andrew Lih وأندرو براون من المستخدمين المستمرين في التعديل على ويكيبيديا باستخدام الهواتف الذكية، وهو ما يعتبر أمرًا صعبًا ويثبط عزيمة المساهمين المحتملين الجدد. يزعم لياه أن هناك خلافًا خطيرًا بين المساهمين الحاليين حول كيفية حل هذا الأمر ويخشى على مستقبل ويكيبيديا على المدى الطويل بينما يخشى براون من بقاء مشاكل ويكيبيديا ولن تحل محلها الموسوعات المنافسة.

### نسبة الزيارات والتبرعات
سجلت الإحصائيات اعتبارًا من عام 2015 كان هناك انخفاض ملحوظ في الأشخاص الذين شاهدوا ويكيبيديا من أجهزة الكمبيوتر الخاصة بهم.
ووفقًا لصحيفة واشنطن بوست "أن الناس الذين يستخدمون هواتفهم أقل احتمالًا للتبرع لويكيبيديا". في ذلك الوقت أبلغت مؤسسة ويكيميديا عن احتياطيات تعادل النفقات المدرجة في الميزانية لسنة واحدة فقط، من ناحية أخرى سيؤدي تضخم عدد الموظفين الذين يتقاضون رواتبهم إلى زيادة هذه النفقات.

## الجدول الزمني للتنبؤات
في خريف عام 2020 عشية الذكرى العشرين لإنشاء ويكيبيديا أجرى الأستاذ المساعد في قسم دراسات الاتصالات في جامعة نورث إيسترن جوزيف ريجل دراسة بأثر رجعي للعديد من "تنبؤات نهايات ويكيبيديا" التي حدثت في هذه السنوات العشرين. .
قام بتقسيم التنبؤات إلى فترات: "النمو المبكر (2001-2002)" ، "الهوية الوليدة (2001-2005)" ، "نموذج الإنتاج (2005-2010)" ، "استنزاف المساهم (2009-2017)" و الفترة الحالية "(2020–)". جلبت كل فترة من هذه الفترات تنبؤات جديدة وخطيرة لكنها لم تتحقق أبدًا، ونتيجة لذلك فإن جوزيف ريجل مقتنع تمامًا بأن ويكيبيديا ليست في خطر.